# Манго (Италия)
Манго (итал. Mango) — коммуна в Италии, располагается в регионе Пьемонт, в провинции Кунео.
Население составляет 1288 человек (2008 г.), плотность населения составляет 68 чел./км². Занимает площадь 19 км². Почтовый индекс — 12056. Телефонный код — 0141.
Покровителем коммуны почитается святой Христофор, день памяти — 25 июля.

## Демография
Динамика населения:

## Администрация коммуны
- Официальный сайт: